# Abacost
L'abacost, abréviation de « à bas le costume », est une doctrine vestimentaire imposée par le président Mobutu Sese Seko en vigueur au Zaïre entre 1972 et 1990. 

## Description

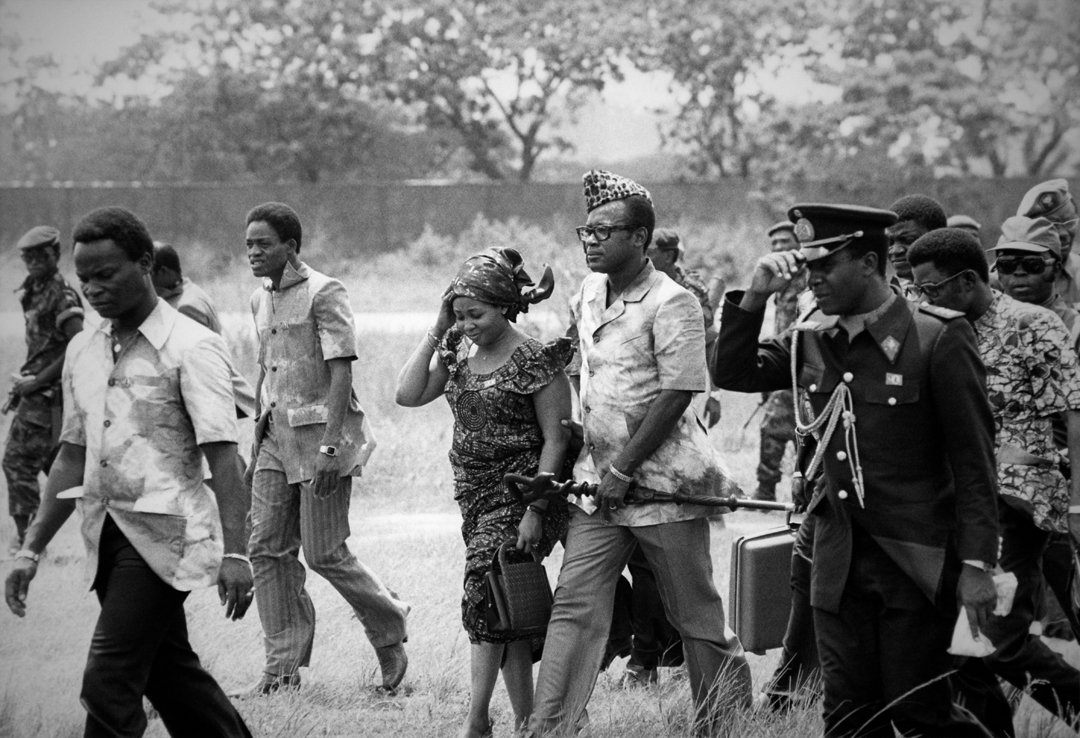
Mobutu en abacost en 1977

Afin d'affranchir la population de la culture coloniale, elle interdisait le port du costume et de la cravate, au profit d'un veston d'homme, lui-même appelé « abacost » sans col, taillé dans un tissu léger et généralement à manches courtes,,.

## Symbole
Dans les faits, l'abacost devint le symbole vestimentaire de la nomenklatura au pouvoir ; son obligation disparut avec le retour du multipartisme. Dans la foulée, la cravate aussi était considérée comme une marque de mundele ndombi, ou bien mundele ndombe qui signifie le « Blanc noir ».
Aujourd'hui, plusieurs personnalités politiques qui se placent en marge du système capitaliste occidental portent l'abacost, tel que Kim Jong-un par exemple.